# Алфонсо Беорлеги
Алфонсо Беорлеги Кане (на испански: Alfonso Beorlegui y Canet) е испански полковник от пехотата в испанската армия. В Испанската гражданска война ръководи националистическите сили в кампанията в Гипускоа през август и септември 1936 г.

## Биография
На 18 юли 1936 г. в началото на Испанската гражданска война в Памплона, Беорлеги се подчинява на заповедите на генерал Емилио Мола, който му нарежда да поеме контрола над гражданската гвардия и щурмовата гвардия на града - приблизително 2 000 души и да отговаря за обществения ред в града. Малко след това Мола заповядва на Беорлеги да поведе офанзива към баската провинция Гипускоа с редовните войски, силите на Гражданската гвардия и някои части от рекете.
След битката при Ирун те окупират града на 5 септември, затваряйки френската граница за северните провинции на републиката. Беорлеги е ранен при настъплението към международния мост на Ирун, отказва да получи подходящо лечение и умира месец по-късно. Силите на Мола скоро продължават да владеят цялата провинция, изолирайки останалите републикански провинции на север, което води до падането им през следващата година.